# Neustadt am Main

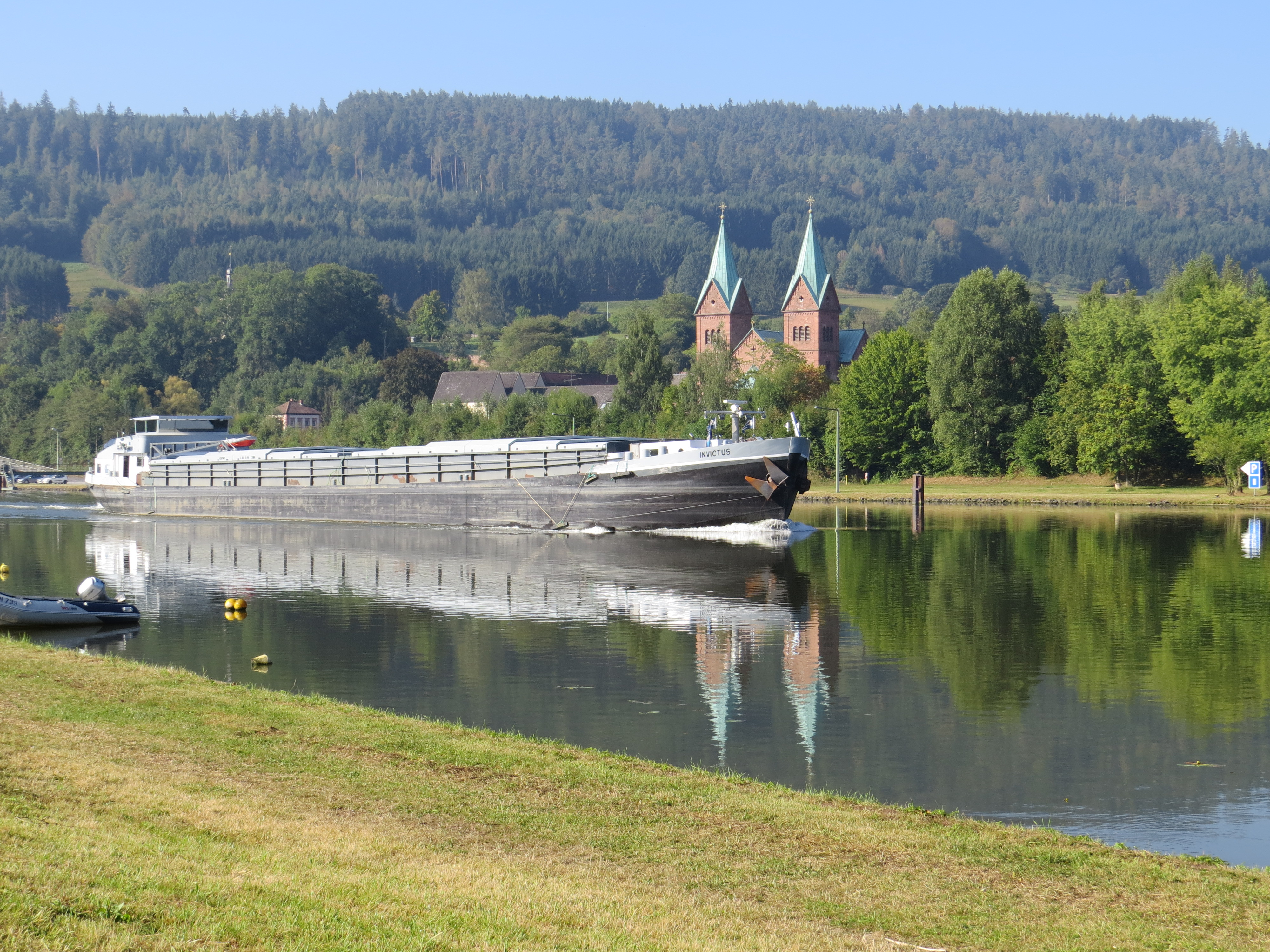
Neustadt am Main mit St. Michael und St. Gertraud

Neustadt am Main (amtlich: Neustadt a. Main) ist eine Gemeinde im unterfränkischen Landkreis Main-Spessart. Der gleichnamige Hauptort ist Sitz der Gemeindeverwaltung.

## Geografie

### Geografische Lage
Die Gemeinde liegt in der Region Würzburg. Der topographisch höchste Punkt der Gemeinde befindet sich mit 553 m ü. NHN (Lage) am Gipfel der Klosterkuppel, der niedrigste liegt im Main auf 147,1 m ü. NHN (Lage). Die Klosterkuppel ist die höchste Erhebung des Landkreises Main-Spessart, die vollständig im Kreisgebiet liegt. In der Nähe entspringt der Silberlochbach, der durch Neustadt am Main fließt.

### Gemeindegliederung
Es gibt vier Gemeindeteile (in Klammern ist der Siedlungstyp angegeben):
- Erlach am Main (Kirchdorf)
- Neustadt am Main (Pfarrdorf)
  - Aurora (Einöde)
  - Margarethenhof (Einöde)

Es gibt die Gemarkungen Erlach a. Main und Neustadt a. Main.

### Nachbargemeinden
| Forst Lohrerstraße (Gemeindefreies Gebiet)             | Stadt Lohr am Main                          | Gemeinde Steinfeld    |
| Fürstlich Löwensteinscher Park (Gemeindefreies Gebiet) | Kompassrose, die auf Nachbargemeinden zeigt | Gemeinde Roden        |
|                                                        | Stadt Rothenfels                            | Stadt Marktheidenfeld |

## Name

### Etymologie
Wovon sich der ursprüngliche Ortsname Rorinlacha tatsächlich ableitet, ist nicht genau bekannt. Es bestehen zwei mögliche Theorien:
- Er besteht aus den althochdeutschen Wörtern rorīn und lahha. Es bedeutet „ein mit Röhricht bewachsener Sumpf“.[6] Diese Namenswurzel ist auch im Namen von Erlach zu finden (erl lahha).
- Laut Heinrich Wagner könnte er auch aus dem Personennamen „Roggo“, ein Verwandter von Megingaud, und „Lacha“ für umgrenztes Gebiet, bedeuten. Danach bedeutet er Ort des Roggo.

Da sich das keltische Heiligtum Locoritum im Tal von Neustadt befand, ist es am wahrscheinlichsten, dass „Rorinlacha“ für einen mit Röhricht bewachsenen Sumpf steht. Mit Errichtung des dritten Klosters in Rorinlacha, an der „Neuen Statt“, wurde der Ort zuerst Niuwenstat, dann Neustadt genannt. Er besteht aus den althochdeutschen Wörtern niuwe und stat. Die gleiche Namenswurzel steckt auch im Ort Neuendorf in Unterfranken, wobei Neuendorf 1325 erstmals als Nuwendorf, als Dorf und nicht als Stadt, erwähnt wurde. Der Zusatz am Main unterscheidet Neustadt von weiteren gleichnamigen Orten.

### Frühere Schreibweisen
Frühere Schreibweisen des Ortes aus diversen historischen Karten und Urkunden: 
| - 150 Locoritum - 738 Michilstat - 754 Michilstat - 769 Rorinlacha - 812 Rorenlacha - 817 Nuuenstat - 835 Niunstat - 976 Nuenstat - 993 Niuuuenstat - 1003 Niuenstat - 1150 Nůwenstat | - 1157 Nuwestat - 1276 Nuenstat - 1336 Nuewenstat - 1494 Newenstat - 1562 Neuenstatt am Mayn - 1594 Neuestatt am Main - 1648 Neuenstadt am Mäyn (Matthäus Merian) - 1801 Neustadt am Mayn - 1832 Neustadt am Main |

## Geschichte

### Bis zur Gemeindegründung
Der Ort wurde erstmalig um 150 n. Chr. in der Geographike Hyphegesis des Klaudius Ptolemaios als Locoritum erwähnt. Übersetzt heißt Locoritum: „Furt im See“. Der See im Tal war ein keltisches Heiligtum und existierte wahrscheinlich schon um 1200 vor Christus.
769 n. Chr. wurde der Ort als Rorinlacha erwähnt. Übersetzt heißt das laut Joseph Schnetz: „Ein mit Röhricht bewachsener Sumpf“. Der heilige keltische See war jetzt offenbar ein Sumpf. Ab 738/39 wurde der Sumpf trockengelegt und dann mit dem Kloster an der Alten Statt überbaut.
Südlich von der Alten Statt, eingeweiht um 740, wurde die Neue Statt ab 772 gebaut und 781 eingeweiht. Die alten Namen im Tal von Neustadt a. Main passen zusammen. Zuerst See, dann Sumpf, und dann Neue Statt.
Ein genaues Datum, wann das Kloster Neustadt gegründet wurde, ist laut Theodor Ruf nicht bekannt, es liegt im Zeitraum von 741/742 (Bistumsgründung) bis 814 (Tod Karls des Großen). Im gleichen Artikel existiert auch eine andere Aussage von Theodor Ruf: Bereits vor der Resignation kann er (Megingaud) auch angefangen haben, eine kleine Kirche zu bauen, die sich mutmaßlich „um 750“ datieren lässt.
Die Zusammenfassung in Rufs Buch, Kloster Neustadt am Main 769 (?) – 1300, Untersuchungen und Regesten, Würzburg Nov. 2022, auf der Rückseite ist: "Im Jahr 769 wurde das Kloster Neustadt gegründet. Soll das Kloster gegründet worden sein. Wurde es, vielleicht, „gegründet“. Vielleicht aber auch erst einige Jahre später. Oder ein paar Jahre früher. Vom ehemaligen Würzburger Bischof Megingaud. Oder auch nicht".
Ein keltischer Thingplatz auf dem Gaiberg steht unter Denkmalschutz (D-6-6023-0014) und ist eine vorgeschichtliche (keltische) Abschnittsbefestigung. Dass die Ungarn 910, nach ihrem Sieg am Lechfeld südlich von Augsburg, nach Franken gezogen und Würzburg und Umgebung verwüstet hätten, ist wenig glaubwürdig, es existiert auch keine Quelle auf dem Berg.
1,2 km südwestlich von der Margarethenhof-Quelle und 857 m südöstlich vom Ruhbrunnen, erstmals 772 erwähnt als Erphenbrunnen, befindet sich ein denkmalgeschützter Platz (D-6-6023-0030), der Glasbrunnen. Dort soll eine frühneuzeitliche Glashütte gestanden sein, allerdings gibt es keine Beweise für eine ehemalige Glashütte, keine archäologischen Funde an der Silberlochbach-Quelle und der zugehörigen Lichtung und keine Schriftquellen, auch nicht vom Kloster Neustadt.
Die Benediktinerabtei wurde schon 738 auf dem Michaelsberg in Rorinlacha (die Michilstat) gegründet. Es war der erste von insgesamt vier Standorten. Es folgten auf dem trockengelegten keltischen See im Tal die Alte Statt, die Neue Statt und am Ende die Romanische Statt. Das Kloster wurde 1803 im Zuge der Säkularisation aufgelöst.
Als Teil des Amtes Rothenfels des Hochstifts Würzburg fiel der Ort im Reichsdeputationshauptschluss im Jahr 1803 an die Fürsten Löwenstein-Wertheim-Rosenberg. Nach der Mediatisierung 1806 durch das Fürstentum Aschaffenburg fiel es mit diesem (nun ein Departement des Großherzogtums Frankfurt) 1814 an das Königreich Bayern. Im Zuge der Verwaltungsreformen in Bayern entstand mit dem Gemeindeedikt von 1818 die heutige Gemeinde.

### Verwaltungsgeschichte
Im Jahr 1862 wurde das Bezirksamt Lohr am Main gebildet, auf dessen Verwaltungsgebiet Neustadt lag. 1871 kam Neustadt anlässlich der Reform des Zuschnitts der bayerischen Bezirksämter zum Bezirksamt Marktheidenfeld, kehrte jedoch am 1. Januar 1880 ins Bezirksamt Lohr zurück. Wie überall im Deutschen Reich wurde 1939 die Bezeichnung Landkreis eingeführt. Neustadt war dann eine der 26 Gemeinden im Landkreis Lohr am Main. Mit der Auflösung des Landkreises Lohr am Main kam Neustadt am Main am 1. Juli 1972 in den neu gebildeten Landkreis Mittelmain, der zehn Monate später seinen endgültigen Namen Landkreis Main-Spessart erhielt.

### Eingemeindungen
Die Gemeinde Erlach am Main wurde im Rahmen der Gebietsreform in Bayern am 1. Mai 1978 eingemeindet.

### Einwohnerentwicklung
Im Zeitraum 1987 bis 2017 stagnierte die Einwohnerzahl um 4,4 %.
- 1961: 1078 Einwohner[16]
- 1970: 1204 Einwohner[16]
- 1987: 1301 Einwohner
- 1991: 1389 Einwohner
- 1995: 1398 Einwohner
- 2000: 1343 Einwohner
- 2005: 1349 Einwohner
- 2010: 1259 Einwohner
- 2015: 1288 Einwohner
- 2020: 1248 Einwohner, 14,49% bis 18 Jahre, 25,86% ab 66 Jahre
- 2022: 1311 Einwohner

## Politik

### Verwaltung
Die Gemeinde ist Mitglied der Verwaltungsgemeinschaft Lohr am Main.

### Gemeinderat
Zur Gemeinderatswahl 2014 und Gemeinderatswahl 2020 kandidierte einzig die Bürgerliste, die alle Sitze im Gemeinderat erhielt. Damit gab es auch nur einen Kandidaten für das Bürgermeisteramt.

### Bürgermeister
Erster Bürgermeister ist seit 1. Mai 2014 Stephan Morgenroth (Bürgerliste); dieser wurde am 15. März 2020 mit 94,2 % der Stimmen für weitere sechs Jahre gewählt. Es gab nur eine Partei und keine Gegenkandidaten.
Seine Vorgängerin war Karin Berger (Freie Wählergemeinschaft Erlach = FWE). Damals gab es noch 3 Parteien, die CSU, SPD und FWE. Seit 2014 ist nur noch eine Partei in Neustadt am Main aktiv.

### Wappen
| Wappen von Neustadt am Main | Blasonierung: „Gespalten von Silber und Rot; vorne ein von einem schwarzen Kreuzchen überhöhter schwarzer unzialer Großbuchstabe N, hinten ein gestürztes Flammenschwert mit goldenem Griff“ |
| Wappen von Neustadt am Main | |

### Städtepartnerschaften

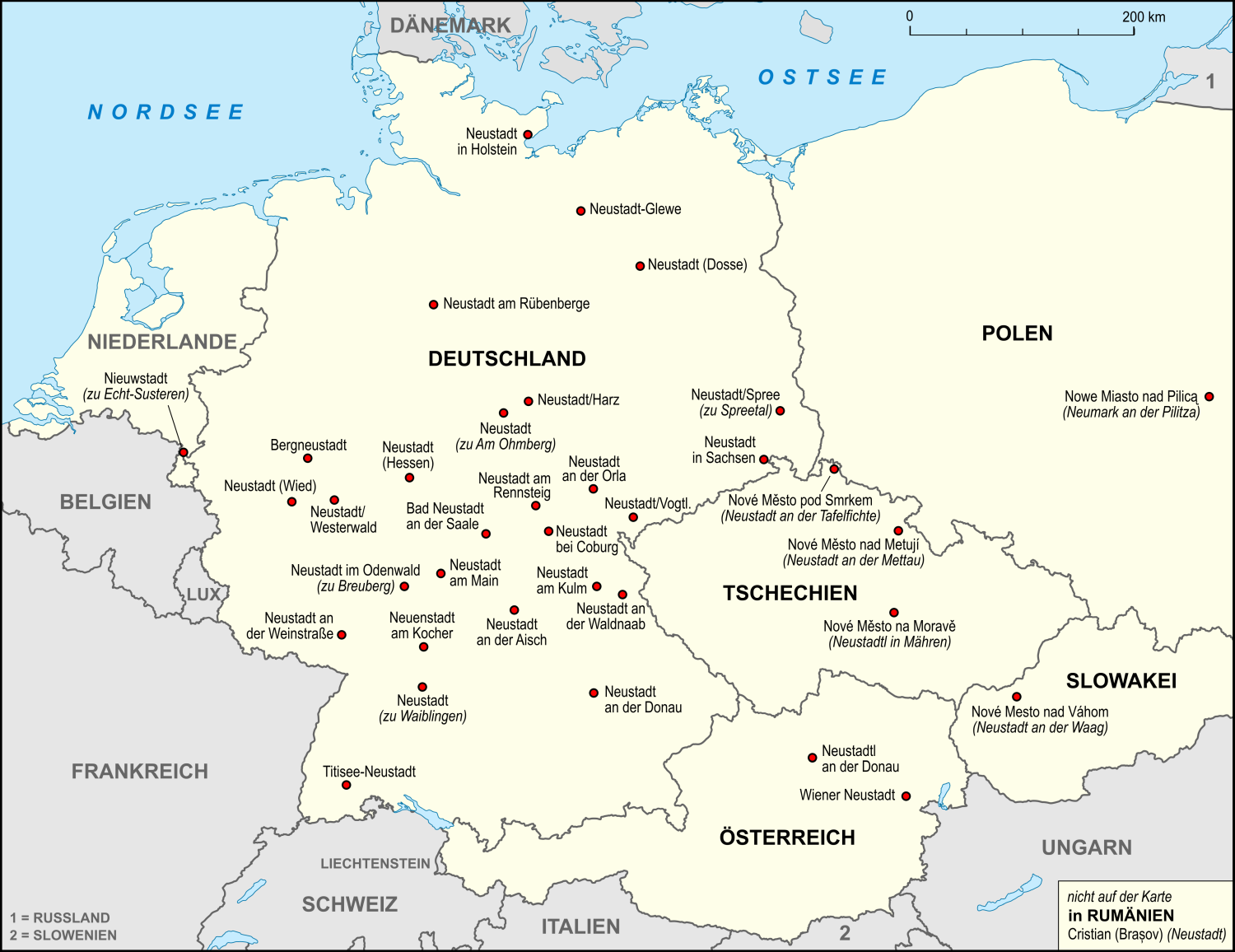
Arbeitsgemeinschaft Neustadt in Europa

Neustadt ist Mitglied der Arbeitsgemeinschaft Neustadt in Europa, in der sich 36 Städte (Stand: September 2008) mit Namen Neustadt aus Deutschland, Österreich, Ungarn, Tschechien, Polen und der Slowakei zusammengeschlossen haben.

## Wirtschaft und Infrastruktur
Es gab am 30. Juni 2020 nach der amtlichen Statistik im produzierenden Gewerbe 42 und im Bereich Handel, Verkehr, Gastgewerbe 21 sozialversicherungspflichtig Beschäftigte am Arbeitsort. In sonstigen Wirtschaftsbereichen waren am Arbeitsort 56 Personen sozialversicherungspflichtig beschäftigt. Sozialversicherungspflichtig Beschäftigte am Wohnort gab es insgesamt 479. Am Stichtag 30. September 2020 gab es in Neustadt keine Betriebe des verarbeitenden Gewerbes oder landwirtschaftliche Betriebe.
Es existiert kein Lebensmittelmarkt und kein Arzt.

## Bildung
Es gibt folgende Einrichtungen (Stand: 2021):
- Kindergarten: 30 Kindergartenplätze, 22 betreute Kinder
- Keine Schule

## Persönlichkeiten
- Burkard, Abt in Rorinlacha von 738 bis Ende 741. Ab März 742 erster Bischof von Würzburg, bis zu seinem Rücktritt Anfang 754.
- Megingaud von Würzburg, Abt in Rorinlacha von 742 bis 783. Von 754 bis Anfang 769 zweiter Bischof von Würzburg.
- Bernhard Krieg, von 1703 bis 1729 Abt von Kloster Neustadt.
- Plazidus Reich (1695–1764), Abt von Neustadt am Main 1733 bis 1763.
- Georg Link (1815–1901), Pfarrer von 1848 bis 1901 in Neustadt am Main. Er holte die Franziskanerinnen nach Neustadt.
- Bürgermeister Franz Greser
- Bürgermeisterin Karin Berger

## Trivia
Eine legendäre Sage berichtet, dass die Ehefrau von Kaiser Karl dem Großen, die zusammen mit ihrer Tochter Gertrudis verbannt worden war, sich mit ihrer Tochter in der vom Kaiser gegründeten Benediktinerabtei Neustadt am Main aufhielt und auf Wunsch Gertrudis eine Gerichtsverhandlung erhielt, bei der die Unschuld der Kaiserin festgestellt wurde. Gertrudis soll auch bei Neustadt trockenen Fußes den Main durchschritten haben.